# 都阳镇
都阳镇，是中华人民共和国广西壮族自治区河池市大化瑶族自治县下辖的一个乡镇级行政单位。

## 行政区划
都阳镇下辖以下地区：
都阳村、满江村、武城村、忠武村、尚武村、加城村和双福村。